# Hiệp hội Thánh kinh

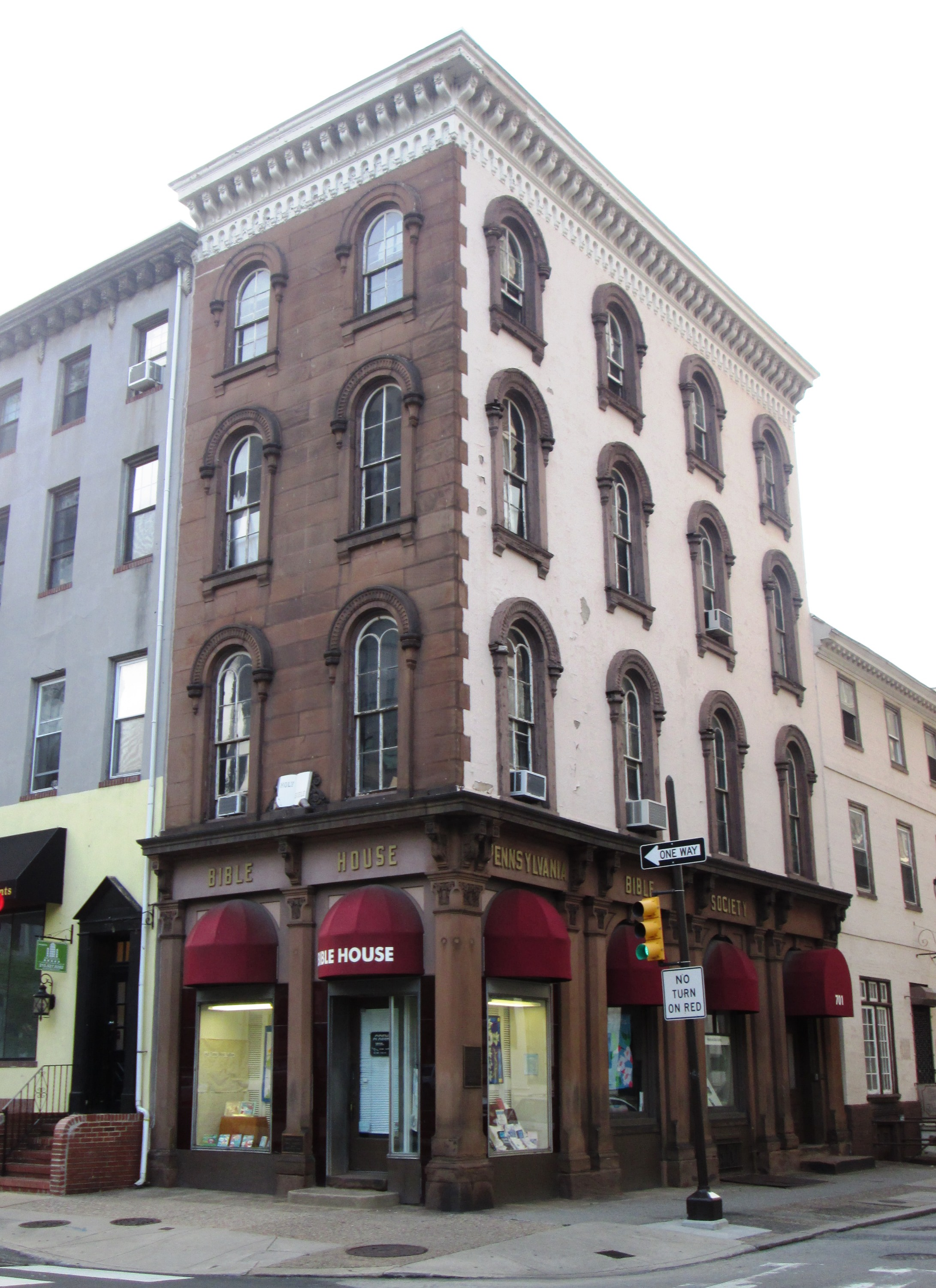
"Bible House", trụ sở của Hiệp hội Thánh kinh Pennsylvania, hiệp hội lâu đời nhất ở Hoa Kỳ, thành lập vào năm 1808.

Hiệp hội Thánh kinh (chữ Đức: Bibelgesellschaft, chữ Anh: Bible society), hoặc gọi là Thánh kinh hội, là tên gọi chung của tổ chức Cơ Đốc giáo chuyên xuất bản và phát hành Thánh kinh. 
Năm 1712, do nam tước người Đức Hildebrand von Canstein (en) sáng lập. Về sau, tổ chức tương tự lần lượt xuất hiện ở Anh và Pháp vào năm 1780 và 1792. 
Trong khoảng thời gian 1802 - 1804, dưới sự khởi xướng của Thomas Charles - giáo sĩ Thánh chức thuộc Giáo hội Giám lí Chủ nghĩa Calvin (en), thành lập "Hiệp hội Thánh kinh Anh Quốc và Hải ngoại" (en), một cơ quan có quy mô to lớn thời cận đại, là nguồn gốc của phong trào xuất bản Thánh kinh hiện đại. Tôn chỉ của nó là vì mục đích mở rộng phạm vi truyền bá Thánh kinh, xuất bản và phát hành Thánh kinh, nên không thêm vào bình luận hay chú giải. Không lâu, Hiệp hội Thánh kinh Scotland, Hiệp hội Thánh kinh Hoa Kỳ, Hiệp hội Thánh kinh Na Uy, Hiệp hội Thánh kinh Ấn Độ, Hiệp hội Thánh kinh Nhật Bản,... nối tiếp nhau thành lập, tất cả đều do các tông phái Tin Lành khác nhau liên hiệp hợp thành. Năm 1946, do nhu cầu phát triển mà thành lập Hội Thánh kinh Liên hiệp mang tính thế giới. Ngoài in ấn và phát hành Thánh kinh ra, còn tiến hành hoạt động quyên tiền gây quỹ nhằm giảm giá bán. 

## Hội Thánh kinh Liên hiệp

Logo của Hội Thánh kinh Liên hiệp.

Hội Thánh kinh Liên hiệp (United Bible Societies, UBS) thành lập vào năm 1946, chức trách chủ yếu là phối hợp hài hoà công việc của hiệp hội Thánh kinh giữa các nước trên thế giới, là một tổ chức quốc tế. Buổi đầu thành lập, chỉ có 13 quốc gia tham gia. Hiện nay, tất cả địa phương có tôn giáo tín ngưỡng Cơ Đốc giáo hầu như tham gia toàn bộ, đã bao gồm hầu hết các quốc gia trên thế giới. Nhiệm vụ chủ yếu của Hội Thánh kinh Liên hiệp là phối hợp nhịp nhàng công tác phiên dịch, xuất bản và phát hành bằng nhiều phiên bản hoặc ngôn ngữ khác nhau của các tông phái, giáo hội, công hội khác nhau của Cơ Đốc giáo trong phạm vi thế giới. Hội Thánh kinh Liên hiệp duy trì quan hệ hợp tác mật thiết với giới Cơ Đốc giáo Việt Nam.

## Hiệp hội Thánh kinh ở các quốc gia và vùng lãnh thổ

### Hiệp hội Thánh kinh Hoa Kỳ
Hiệp hội Thánh kinh Hoa Kỳ (American Bible Society) là cơ quan phiên dịch, xuất bản và khai triển Thánh kinh tại Hoa Kỳ. Thành lập vào năm 1816. Tôn chỉ của nó là xúc tiến lưu truyền Thánh kinh trên toàn thế giới. Hiệp hội này do các giáo phái khác nhau hợp thành. Tổng bộ đặt tại Philadelphia, tiểu bang Pennsylvania. Chức trách của nó là phụ trách công tác phiên dịch Thánh kinh, xuất bản phiên bản phổ biến của Thánh kinh, do giáo sĩ của hiệp hội phân phát. Ngoài ra còn mượn các phương thức đọc kinh Thánh mỗi ngày như quảng cáo, văn học Thánh kinh và ứng dụng điện thoại để triển khai Thánh kinh.

### Hiệp hội Thánh kinh Hương Cảng
Hiệp hội Thánh kinh Hương Cảng (Hong Kong Bible Society), thành lập vào năm 1950, phụ trách phiên dịch, in ấn, phát hành và khai triển Thánh kinh tại Hương Cảng và Áo Môn. Phiên bản Thánh kinh nổi tiếng của hiệp hội là "Tân tiêu điểm Hoà Hợp bản" (zh).
| Năm  | Sự kiện |
| ---- | --- |
| 1841 | Hương Cảng mở cửa, thông thương buôn bán, Tin Lành và Công giáo La Mã thành lập giáo hội tại Hương Cảng. |
| 1855 | Uỷ ban Phụ đạo Hương Cảng thuộc Hiệp hội Thánh kinh Anh Quốc thành lập, phụ trách quyên tiền nhằm tài trợ Hiệp hội Thánh kinh Trung Hoa in ấn Thánh kinh ở Trung Quốc đại lục, đồng thời phân phát Thánh kinh tại Hương Cảng. |
| 1948 | Do sự biến chính trị, Hiệp hội Thánh kinh Trung Hoa dời đến Hương Cảng, giai đoạn đầu chỉ là biện pháp tạm thời, nhưng không lâu Hương Cảng đả trở thành trung tâm in ấn Thánh kinh của Trung Quốc.                           |
| 1950 | Hiệp hội Thánh kinh Hương Cảng thành lập, thời kì đầu nương nhờ vào sự hỗ trợ của hiệp hội nước ngoài. |
| 1957 | Phát hành Thánh kinh Tân ước đối chiếu Trung - Anh bản đầu tiên tại Hương Cảng. |
| 1959 | Đổi tên thành Hiệp hội Thánh kinh Hương Cảng và Đài Loan. |
| 1964 | Đổi tên thành Hiệp hội Thánh kinh Hương Cảng. |
| 1969 | Trở thành thành viên của Hội Thánh kinh Liên hiệp. |

### Hiệp hội Thánh kinh Việt Nam
Hiệp hội Thánh kinh Việt Nam (Viet Nam Bible Society) là một cơ quan chuyên in ấn, phát hành Thánh kinh tại Việt Nam, mặc dù không phải là một tông phái của Cơ Đốc giáo nhưng là cơ quan ắt không thể thiếu trong việc truyền bá Cơ Đốc giáo. Hiệp hội Thánh kinh Việt Nam thành lập vào năm 1966 (en).
Từ năm 1890, các mục sư Tin Lành người nước ngoài đã xuất hiện ngày càng nhiều hơn ở Việt Nam để thực hiện công cuộc truyền giáo. Bên cạnh việc nỗ lực thiết lập những hội thánh dành cho người Pháp theo Tin Lành ở Việt Nam, ý tưởng dịch Kinh Thánh (Cựu ước và Tân ước) sang ngôn ngữ bản địa sớm được triển khai, trong sự kết hợp giữa các nhà truyền giáo ngoại quốc và trí thức người Việt, với vai trò quan trọng của Thánh kinh hội Việt Nam. Đến năm 1925, bản dịch đầy đủ Kinh Thánh Tin Lành đã hoàn tất, được in ra bằng chữ Quốc ngữ.
Mục vụ Thánh kinh bắt đầu tại Việt Nam khi Hiệp hội Thánh kinh Anh Quốc và Hải ngoại cho dịch Phúc âm Lu-ca sang tiếng Việt, sau đó tiến hành in ấn và phân phối tại Việt Nam từ những năm đầu 1890. Trong 20 năm từ năm 1891 - 1911, Thánh kinh hội lần lượt chuyển ngữ, in ấn và phân phát Bốn sách Phúc âm và sách Công vụ các Sứ đồ tại Việt Nam. Hoạt động này tạo điều kiện thuận lợi cho công cuộc truyền giáo của các giáo sĩ tiên phong thuộc Hội Truyền giáo Phúc âm Liên hiệp. Trong hơn 100 năm qua, Hội Truyền giáo Phúc âm Liên hiệp, Hội Thánh Tin Lành Việt Nam và Hiệp hội Thánh kinh Việt Nam luôn giữ quan hệ cộng tác mục vụ chặt chẽ. Hội Thánh luôn cử người tham gia vào công tác dịch thuật và điều hành mục vụ Thánh kinh tại Việt Nam. Về phần minh, Hiệp hội Thánh kinh Việt Nam chịu trách nhiệm điều phối bản quyền, in ấn và phân phối đa số các bản Thánh kinh tiếng Việt và tiếng sắc tộc tại Việt Nam. Thánh kinh hội có sự xác quyết rằng, mọi người Việt Nam bao gồm người Tin Lành Việt Nam, người Công giáo Việt Nam, lẫn người chưa biết đến Chúa Jesus đều cần có cơ hội tiếp cận Thánh kinh trong ngôn ngữ mà họ thông thuộc. Thánh kinh cũng cần được chia sẻ dưới dạng bản in, sách nói, video minh hoạ hay bản đọc trực tuyến tuỳ theo nhu cầu của người đọc. Vì lí do đó, Thánh kinh hội cam kết đồng hành cùng các tổ chức mục vu Tin Lành và Công giáo trong sứ mệnh "Lời Chúa cho mọi người".
Vào năm 1994, ông David Thone - nhân viên của Hội Thánh kinh Liên hiệp, tái khởi động mục Thánh kinh tại Việt Nam. Đức mục sư Arun Sok Nhep của Hội Thánh kinh Liên hiệp, Đức mục sư Lê Cao Quý và ông Lê Khắc Tâm thuộc Hội Thánh Tin Lành Việt Nam và linh mục Pascal Nguyễn Ngọc Tỉnh thuộc Giáo hội Công giáo Việt Nam là những cá nhân đã góp phần quan trọng trong chương trình xuất bản Thánh kinh tại Việt Nam. Hội Thánh Tin Lành Việt Nam (miền Nam) và Hội Thánh Tin Lành Việt Nam (miền Bắc) đã có sự hỗ trợ cực kì to lớn cho mục vụ Thánh kinh từ năm 1994 đến nay. Ngày nay, Hiệp hội Thánh kinh Việt Nam là một thành viên của Hội Thánh kinh Liên hiệp, tổ chức bao gồm hơn 150 Thánh kinh hội quốc gia. Hiệp hội Thánh kinh Việt Nam chịu trách in ấn số lượng lớn Thánh kinh đang sử dụng tại Việt Nam và giữa cộng đồng người Việt hải ngoại. Công tác quản lí bản quyền của hai trong số Thánh kinh thông dụng nhất là bản Thánh kinh truyền thống (1925) và bản Thánh kinh truyền thống hiệu đính (2010) cũng do Thanh kinh hội đảm nhiệm. Thánh kinh hội cũng hợp tác cùng những đối tác mục vụ khác để cho ra đời Thánh kinh có video minh hoạ, hợp tác cùng dự án LUMO, các câu chuyện Thánh kinh trong ngôn ngữ kí hiệu hợp tác cùng cộng đồng khiếm thính Hà Nội, và Thánh kinh trực tuyến hợp tác cùng YouVersion và Hội Thánh Tin Lành Việt Nam. Chuyển ngữ Thánh kinh là hoạt động mục vụ quan trọng nhất của Thánh kinh hội. Trong vòng hai thập niên qua, Hiệp hội Thánh kinh đã hoàn tất sáu công trình quan trọng: Thánh kinh trọn bộ tiếng Jrai, Thánh kinh trọn bộ tiếng Rade, Thánh kinh trọn bộ tiếng Koho, Thánh kinh trọn bộ tiếng Hmong Xanh, Thánh kinh trọn bộ tiếng Hmong Trắng và hiệu đính Thánh kinh truyền thống tiếng Việt. Bên cạnh đó, Thánh kinh hội cũng hoàn tất Tân Ước trong năm ngôn ngữ: Tày, Mường, Bunông, Chăm và Nùng. Hiện tại, Hội Thánh Tin Lành Việt Nam (miền Nam), Hội Thánh Tin Lành Việt Nam (miền Bắc) và các tông phái Tin Lành khác đang cử hơn 30 thành viên tham gia với tư cách dịch giả và bốn thành viên tham gia với tư cách dịch thuật vào bảy dự án dịch Thánh kinh mà Hiệp hội Thánh kinh đang tiến hành. Nhóm làm việc ngôn ngữ kí hiệu cũng tiếp tục hoàn tất việc dịch trọn bộ 77 câu chuyện kinh Thánh sang ngôn ngữ kí hiệu. Hiệp hội Thánh kinh là một mục vụ hoạt động phi lợi nhuận, phần lợi có được từ việc phân phối các sản phẩm kinh Thánh luôn được dùng để triển khai các dự án dịch kinh Thánh tiếp theo.